# Myg (personaggio)
Myg è un personaggio dei fumetti pubblicati da DC Comics. È un supereroe nel futuro dell'Universo DC. È un maestro in ogni forma di arte marziale sviluppata fino al XXXI secolo. Seguendo le orme di Val Armorr, divenne il secondo a portare il nome di Karate Kid, proviene dal pianeta Lythyl e fu membro per un breve periodo della Legione degli Eroi Sostituti.

## Biografia del personaggio
In accordo con i termini delle volontà di Val Armorr, Timber Wolf e il Maestro Toshiaki viaggiarono fino al pianeta Lythyl. Qui incontrarono il consiglio governante del pianeta - i Tre Giudici - in cui era incluso un adolescente di nome Myg. Dopo aver affrontato i due in uno scontro di verifica delle loro abilità, Myg fu messo k.o. da Timber Wolf e dal Sensei. Di nascosto portarono via il giovane da Lythyl, così che il pianeta non lo avrebbe corrotto, come invece accadde con il padre di Val, Kirau Nezumi (il Black Dragon). Myg fu portato al luogo di riposo di Val Armorr su Shanghalla, e in umiltà a causa del livello di rispetto dato a Val nella morte, Myg giurò di seguirne i passi. Adottò il nome di Karate Kid e iscrisse all'Accademia della Legione. Successivamente, entrò per un breve periodo nella Legione degli Eroi Sostituti.

### Post-Crisi infinita
Ad un certo punto, Myg divenne membro della Legione dei Super-Eroi, ma poco dopo se ne andò a causa dei diverbi maturati con alcuni Legionari, in particolare con Shrinking Violet e Chameleon Girl. Anni dopo, divenne il rappresentante di Lythyl presso il Consiglio dei Pianeti Uniti, e poco dopo sostenne lo scioglimento della Legione. Infine, fu ucciso da Radiation Roy durante un attacco al Consiglio dei Pianeti Uniti dalla cosiddetta Justice League of Earth.

## Poteri e abilità
Come il suo predecessore, Myg raggiunse il massimo come maestro in tutte le discipline marziali conosciute fino al XXXI secolo. Possiede l'abilità di avvertire il punto debole in un oggetto e la sua abilità nei combattimenti corpo a corpo sembra super umana, permettendogli di simulare dei colpi super forti. Può danneggiare seriamente materiali duri e resistenti - metalli, pietre, ecc. - con un singolo colpo.